# Fédération de Jordanie de football
La Fédération de Jordanie de football (Jordan Football Association (en) JFA) est une association regroupant les clubs de football de Jordanie et organisant les compétitions nationales et les matchs internationaux de la sélection de Jordanie.
La fédération nationale de Jordanie est fondée en 1949. Elle est affiliée à la FIFA depuis 1958 et est membre de l'AFC depuis 1975.